# Адамсовский профессор арабского языка
Адамсовский профессор арабского языка (англ. Sir Thomas Adams's Professor of Arabic) — именная профессура Кембриджского университета, учреждённая в 1645 году на средства сэра Томаса Адамса, лорд-мэра Лондона.

## Адамсовские профессора арабского языка

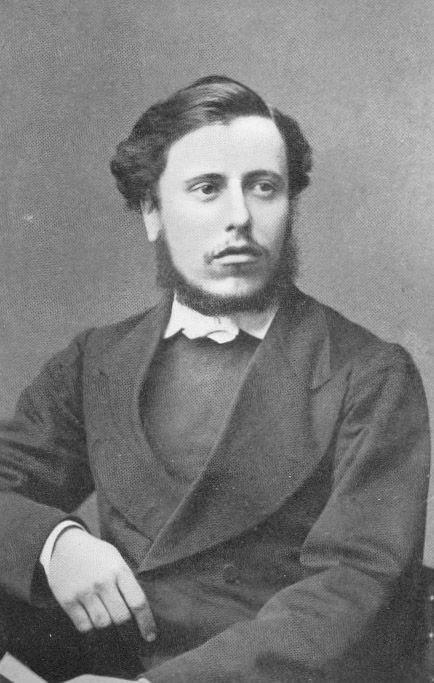
Уильям Робертсон-Смит

- Вилок, Авраам[англ.] (Abraham Wheelock) (1632)
- Кастелл, Эдмунд (Edmund Castell) (1666)
- Люк, Джон (John Luke) (1685)
- Charles Wright (1702)
- Оклей, Симон[англ.] (Simon Ockley) (1711)
- Чаппелоу, Леонард[англ.] (Leonard Chappelow) (1720)
- Халлифакс, Самуил[англ.] (Samuel Hallifax) (1768)
- Кравен, Виллиам (William Craven) (1770)
- Дакр-Карлайл, Джозеф[англ.] (Joseph Dacre Carlyle) (1795)
- Пальмер, Джон (John Palmer) (1804)
- Джарретт, Томас (Thomas Jarrett) (1831)
- Гриффин-Виллиамс, Генри (Henry Griffin Williams) (1854)
- Райт, Уильям (William Wright — orientalist) (1870)
- Робертсон-Смит, Уильям (William Robertson Smith) (1889)
- Пиирр-Генри-Рииу, Чарлз[англ.] (Charles Pierre Henri Rieu) (1894)
- Браун, Эдвард Гранвил (Edward Granville Browne) (1902)
- Николсон, Рейнолд (Reynold Alleyne Nicholson) (1926)
- Амброс-Сторей, Чарлз (Charles Ambrose Storey) (1933)
- Джон-Арберри, Артур[англ.] (Arthur John Arberry) (1947)
- Бертрам-Серджеант, Роберт (Robert Bertram Serjeant) (1970—1982)
- Камерон-Лионс, Малколм (Malcolm Cameron Lyons) (1985)
- Халиди, Тариф[англ.] (Tarif Khalidi) (1996)
- Монтгомери, Джеймс (James Montgomery) (2012)